# تیم ملی بسکتبال مردان گویان
تیم ملی بسکتبال گویان نماینده گویان در مسابقات بین‌المللی است.